# 尼科美德一世
尼科美德一世（希臘語 Nικoμήδης ，?—前255年），比提尼亞王國國王，是芝普特斯一世的大兒子。統治期間約在前278年－約前255年。

## 生平
他即位之初便處死另外兩個弟弟，當要處死他第三個弟弟時，他的弟弟發動叛變並自立為芝普特斯二世，這個獨立政權成功佔據王國一大部分土地一段時間。同時，曾經與先王芝普特斯一世交戰過的塞琉古帝國安條克一世，現在有意入侵尼科美德一世。因此為了加強自身實力對抗目前處境，尼科美德一世與赫拉克利亞·潘提卡（Heraclea Pontica）結盟，之後還與馬其頓王國安提柯二世結盟，然而安條克一世的入侵僅造成一點損傷，因塞琉古軍在沒有進行大型戰役下就撤出比提尼亞。
前277年，尼科美德一世招來凱爾特人作為自己的輔助部隊，來加強軍事力量，此舉比較像是為了對付自己的弟弟而不是來對付外國入侵者。他招來這些由萊昂諾里奧斯（Leonnorius）和盧塔里奧斯（Lutarius）率領的凱爾特人，當時他們正在博斯普魯斯海峽對岸圍攻拜占庭，尼科美德為他們提供渡海的船隻，在這些新的軍隊協助下，他第一對付的目標就是弟弟芝普特斯二世，並成功擊敗他後處死他弟弟，使整個比提尼亞歸他統治。
在這個事件後很少史料留下，很可能之後有了凱爾特人協助，尼科美德再度與安條克一世作戰
，但這段沒有詳細的記載，可能最後雙方簽訂和約或是停戰。之後，很明顯他的比提尼亞王國進入安穩的階段，他的統治時間很長穩且相當和平，在他逝世前王國的力量變強也相當繁榮。
就像是他父親和其他亞洲的希臘統治者一樣，尼科美德也選擇一個地址建造一座新首都，並以他的名字為這座城市命名，於是她選擇鄰近的墨伽拉人殖民地阿斯塔科斯作為新首府，並命名為尼科米底亞。這座城市之後繁榮六世紀之久，是安那托利亞最富有且繁榮的城市之一。
在他長時間的統治中，除了這些記載外沒有其他記載留下，他逝世於前255年。
他有兩次婚姻，第一任王后狄媞浙勒（Ditizele）是弗里吉亞人，她生了兩個兒子普魯西阿斯、基阿埃拉斯，和一個女兒呂珊德拉。但第二任王后萼塔浙塔（Etazeta）勸使他不把繼承權給第一任王后的孩子，而給萼塔浙塔自己的孩子。
但尼科美德一世快要逝世時，萼塔浙塔自己的孩子還是個幼兒，因此在他的意思下把孩子繼承權由另外兩位國王安提柯二世、托勒密二世監護，以及城邦赫拉克利亞·潘提卡、拜占庭、基厄斯（Cius）監護。雖然有這些預防措施，在尼科美德一世逝世後，他的兒子最阿厄爾斯還是奪得王位.。

## 腳註
1. ↑  赫拉克利亞的門農, 《History of Heracleia》, 20
2. ↑  門農., 16, 18-19; 李維, 《從羅馬建城開始》, xxxviii. 16 的存檔，存档日期2003-03-09.; 查士丁, 《Epitome of Pompeius Trogus》, xxv. 2
3. ↑  龐培·特羅古斯, Prologi, 25
4. ↑  門農, 20; 斯特拉波, Geography, xii. 4; 拜占庭的斯特凡诺斯, 《Ethnica》, s.v. "Nicomedeia";該撒利亞的優西比烏, 《編年史》 (Schoene ed.); 保薩尼亞斯, 《Description of Greece》, v. 12; 約翰·泰澤（John Tzetzes）, 《千行詩集》（Chiliades）, 3
5. ↑  門農, 22; 約翰·泰澤, 3; 老普林尼, 《自然史》, viii. 61

## 來源
- "Nicomedes I" ，大英百科全書 (1911)
- 威廉·史密斯，《希腊羅馬的神話和傳記辭典》,, "Nicomedes I" （页面存档备份，存于）, 波士頓, (1867)

| 統治者頭銜          | 統治者頭銜                     | 統治者頭銜               |
| ------------------- | ------------------------------ | ------------------------ |
| 前任： 芝普特斯一世 | 比提尼亞國王 前278年 – 前255年 | 繼任： （攝政） 萼塔浙塔 |